# Banco de Anniston
El Banco de Anniston fue un banco histórico ubicado en el 1005 de Noble St. de Anniston (Alabama, Estados Unidos). 

## Historia
El edificio fue construido en 1888 y el banco que lo habitaba quebró en 1898.
El edificio fue incluido en el Registro Nacional de Lugares Históricos en 1985. Se consideró "significativo como un ejemplo notable, en Anniston, de un pequeño edificio comercial neoclásico victoriano particularmente distinguido por el uso de ornamentación de piedra". Es uno de los pocos edificios comerciales históricos de Noble Street que sobrevivió a la "modernización" del centro de la ciudad en la década de 1940 y posteriores.
La estructura albergó primero una bolsa de algodón y después una oficina de seguros, aunque entremedias estuvo algunos períodos vacía. Dejó de estar vacía a principios de la década de 1920, cuando la Compañía Mercantil de C. D. Boutwell se hizo cargo del solar. A comienzos de la década de 1930, la Western Union Telegraph Company ocupó el edificio hasta 1953, luego fue una tienda de ropa hasta 1967, momento en el cual la alquiló Couch's Jeweler's. Antes de 1967, en el segundo piso de reunían numerosos grupos, tales como Odd Fellows y Alcohólicos Anónimos. En 1984, el edificio estaba ocupado por los Joyeros Couch.